# Trier-Euren

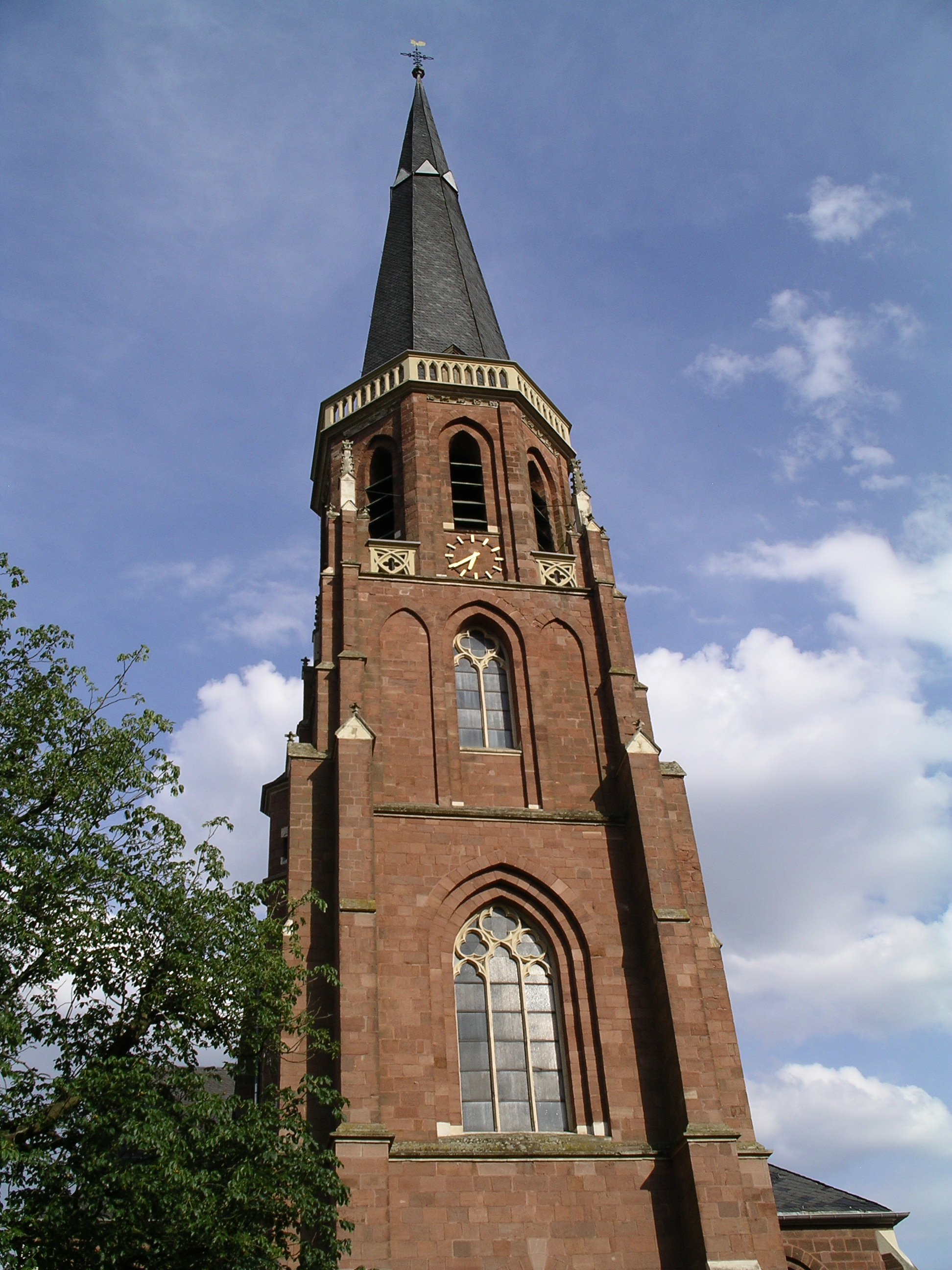
St. Helena, Euren

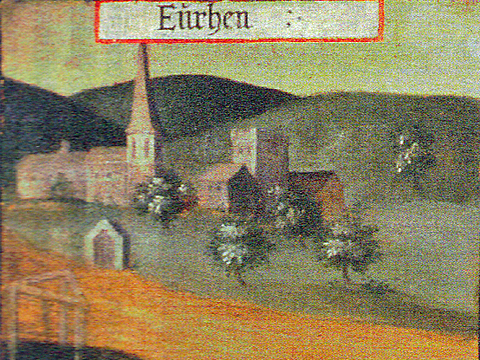
Abbildung von Euren auf dem Trierer Gerichtsbild von 1589

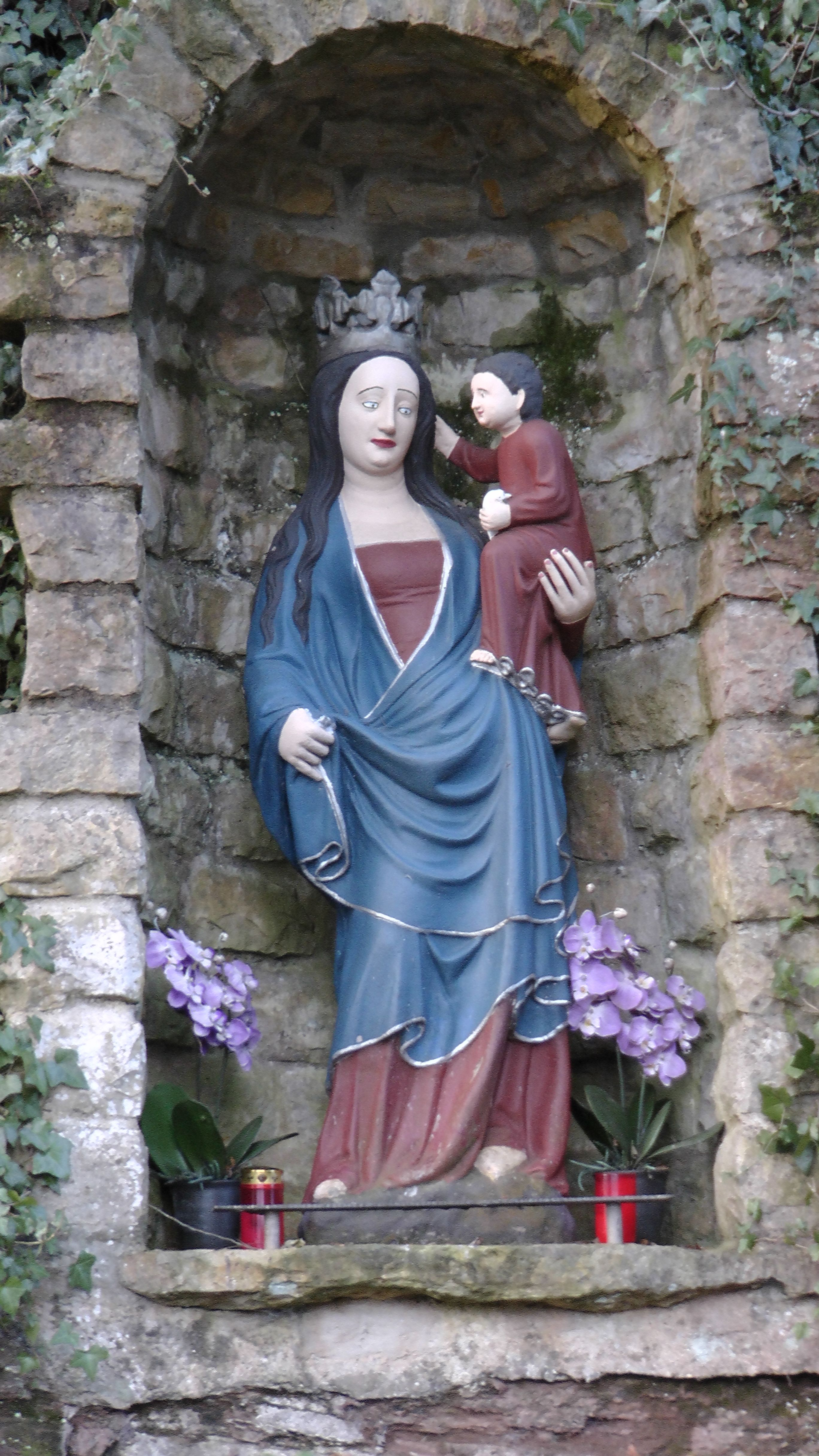
Mariengrotte

Euren ist mit 1318,9 ha Gemarkungsfläche der nach Ehrang/Quint flächenmäßig zweitgrößte der 19 Ortsbezirke der Stadt Trier in Rheinland-Pfalz und zählt etwa 4.300 Einwohner.

## Geographie
Der Bezirk liegt am linken Ufer der Mosel zwischen Luxemburger Straße und dem Hospitienwald im Südwesten von Trier.
Durch den Ort fließt der Eurenerbach. Auf der Höhe liegt der Mohrenkopf.

## Geschichte
Euren wurde vermutlich als Landsitz reicher Römer der nahegelegenen Weltstadt Augusta Treverorum errichtet. Bekannt ist eine ausgedehnte Villenanlage, die sich am Standort der im neugotischen Stil 1874 bis 1876 erbauten Pfarrkirche befand. Diese Anlage war vermutlich der Landsitz der heiligen Helena, der Mutter Kaiser Konstantins und diente als Namensgeber für die heutige Pfarrei Sankt Helena und des Dorfbrunnens.
Das zu Euren gehörige Dorf Herresthal wurde 1247 erstmals in einer Eurener Chronik erwähnt.
Das Schloss Monaise ist ein frühklassizistischer Bau aus dem Jahre 1783 und war der Sommersitz des Philipp Franz Wilderich Nepomuk von Walderdorf. Es wird heute gastronomisch genutzt.
Zusammen mit Pallien war Euren 1903 die erste Gemeinde außerhalb Triers, die an das Stromnetz des Elektrizitätswerks Trier angeschlossen wurde. Überdies erhielt der Ort zwei Jahre später Anschluss an die neue elektrische Straßenbahn Trier. Die Eingemeindung von Euren in die Stadt Trier erfolgte 1930.

## Politik
- CDU: 4
- Grüne: 2
- UBT: 7

### Ortsbeirat
Für den Ortsteil Euren wurde ein Ortsbezirk gebildet. Dem Ortsbeirat gehören 13 Beiratsmitglieder an, den Vorsitz im Ortsbeirat führt der direkt gewählte Ortsvorsteher.
Die Unabhängige Bürgervertretung Trier (UBT) ist mit sieben Sitzen stärkste Kraft im Ortsbeirat. Danach folgt die CDU mit vier und die Grünen mit zwei Sitzen. Weitere Informationen und historische Daten siehe unter Ergebnisse der Kommunalwahlen in Trier.

### Ortsvorsteher
Ortsvorsteher ist Hans Alwin Schmitz (UBT). Bei der Direktwahl am 26. Mai 2019 wurde er mit einem Stimmenanteil von 68,98 % und bei der Kommunalwahl am 9. Juni 2024 als einziger Bewerber mit einem Stimmenanteil von 81,7 % jeweils für fünf Jahre wiedergewählt.

## Vereinsleben
In Euren existieren mehrere Vereine, darunter der Tanzsport u. Förderverein des KC „Grün-Weiss“ Euren 1979 e. V., Karnevals-Club Grün-Weiss Euren 1979 e. V., Eurener Koobengarde 111 1990 e. V., Männer-Gesang-Verein Trier-Euren 1912 e. V., Musikverein Trier-Euren 1927 e. V., Turn- und Sportverein Trier-Euren 1969 e. V., 1. FCK-Fanclub  Treverer Teufel e. V. Trier, Kameradenverein Trier-Euren 1909 e. V., Sozialverband VdK – Ortsverband Trier-Euren, Jugendförderverein Trier-Euren 1994 e. V., Jugendzentrum Euren e. V., Freiwillige Feuerwehr Trier-Euren und Trier-Herresthal usw.
Die Eurener Vereine sind im Kulturring Trier-Euren 1957 e. V. als Dachverband zusammengeschlossen. Der auch das Druckwerk Euren betreibt und Ausrichter der Sankt-Helena-Kirmes ist. Das ganze Jahr über richten verschiedene Verein eigene Feste und Veranstaltungen aus. Ob Maibaumfest, Vatertagsfest, Oktoberfest, Viezfest, Weihnachtsmarkt, Kappensitzungen, Konzerte und vieles mehr. Hier ist für jeden das richtige dabei.
Auch die kirchlichen Gruppierungen und Einrichtungen der Pfarrgemeinderat, die Messdiener St. Helena, die Pfadfinder Stamm Tempelherren, der Chor der Pfarrkirche St. Helena 1831 und viele mehr stehen in engem Kontakt mit den Vereinen und dem Vereinsleben vor Ort. Einige Gruppierungen und Einrichtungen sind ebenfalls dem Kulturring angeschlossen.

## Wirtschaft und Infrastruktur

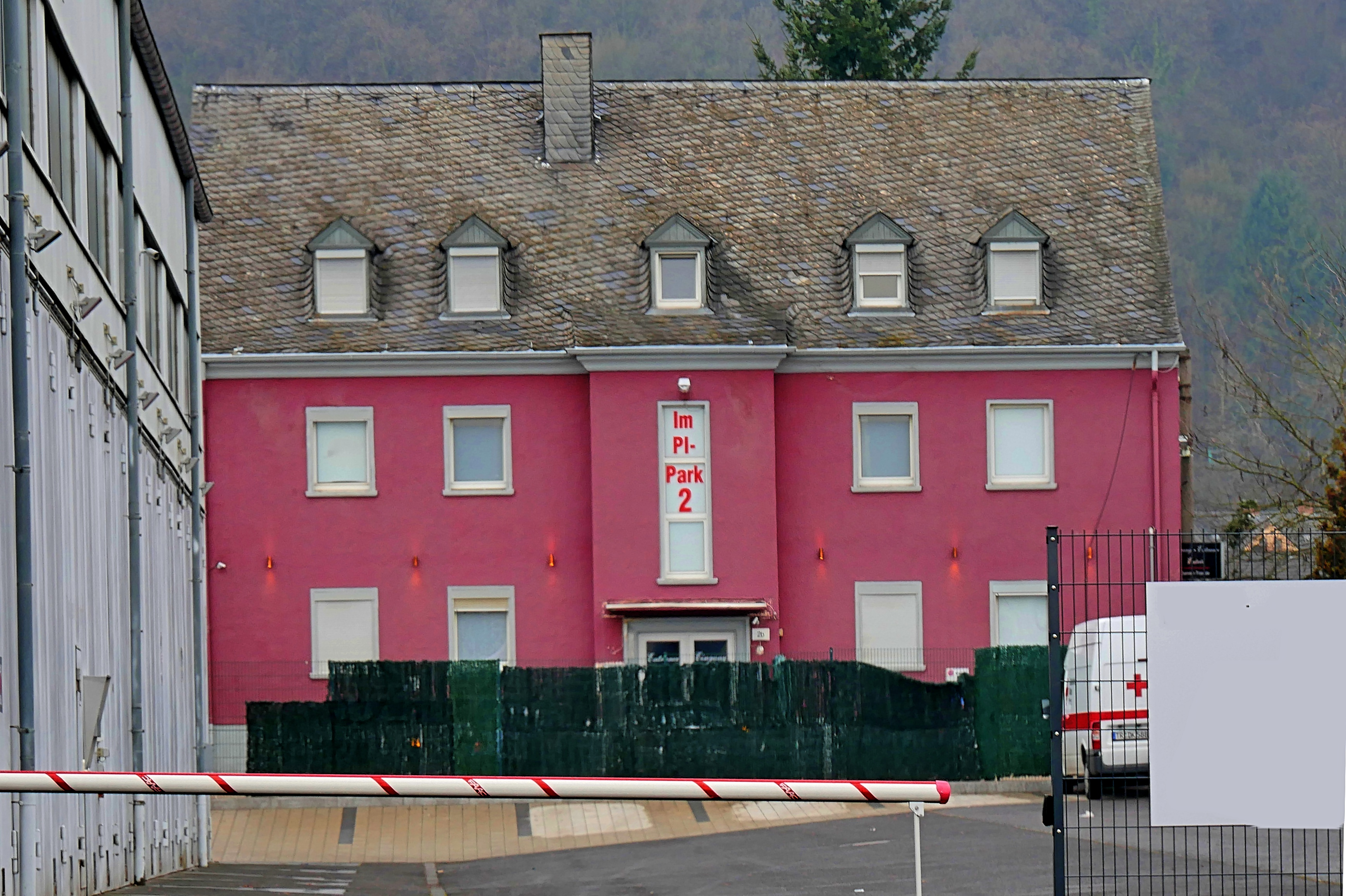
Ehemaliges Bordell im PI-Park

Im Südosten des Bezirks befindet sich mit einer Größe von rund 175 Hektar das größte zusammenhängende Industrie- und
Gewerbegebiet der Stadt Trier. Dieses ist seit der Übergabe des Geländes vom Bund an die Stadt Trier 1977 auf dem Eurener Flur, einem ehemaligen Flugplatzgelände, entstanden, nachdem 1974 eine Vereinbarung über die Verlegung des Flughafens nach Föhren mit den französischen Eignern geschlossen worden war. Seit der Gründung haben sich ca. 160 Unternehmen mit rund 6500 Arbeitsplätzen, unter ihnen auch der größte Trierer Arbeitgeber, der Zigarettenhersteller JTI (Japan Tobacco International Germany GmbH), angesiedelt. Positiver Standortfaktor für das Industrie- und Gewerbegebiet ist die Tallage zwischen Mosel und Bahnlinie, welche außer der Straße auch eine Verkehrsanbindung über Schiene und Schifffahrt ermöglicht.
Der Flugplatz Trier-Euren war seit 1910 in Betrieb gewesen und beim Vormarsch alliierter Truppen am 10. März 1945 als erster alliierter Flugplatz im besetzten Deutschland mit der Bezeichnung Advanced Landing Ground Y-57 (ALG Y-57) übernommen worden.
Im Konversionsgebiet Pi-Park ist ein weiteres Gewerbegebiet entstanden. Ursprünglich als Pionierpark für junge Unternehmen gedacht, finden sich heute hier Werkhöfe, eine Schreinerei und eine Einsatzzentrale des DRK. Zeitweise gab es an der Ecke Eurener Straße/Im Pi-Park ein Bordell, welches jedoch geschlossen wurde. Heute sind in dem Gebäude nach umfangreicher Renovierung neue Unternehmen angesiedelt wie eine Firma für Nahrungsergänzungsmittel, ein Messdienstleister und eine Anwaltskanzlei.
Auf der Gemarkung von Euren liegt die Staustufe Trier, das Moselkraftwerk Trier liegt auf der angrenzenden Gemarkung Sankt Matthias (Feyen).

## Persönlichkeiten, die vor Ort wirken oder wirkten
- Reinhold Wirtz (1842–1898) war ein deutscher Architekt, Kommunalkreis- und Diözesanbaumeister des Bistums Trier, der 1873–1876[11] und hiernach 1874–1882 die Katholische Pfarrkirche St. Helena in Euren gemeinsam mit dem Baumeister und Bauunternehmer Joseph Mendgen entwarf und erbaute.[12]
- Hans Proppe (1875–1951) war ein deutscher Innenarchitekt, Kunstgewerbler bzw. Designer und Lebensreformer
- Adolf Welter (* 1934) ist ein deutscher Heimatforscher, hier geboren